# Selección femenina de baloncesto de Brasil
La Selección femenina de baloncesto de Brasil es el equipo formado por jugadoras de nacionalidad brasileña que representa a la organización "Confederación Brasileña de Baloncesto" en las competiciones internacionales organizadas por la Federación Internacional de Baloncesto (FIBA) o el Comité Olímpico Internacional (COI).

## Palmarés

### Juegos Olímpicos
- Subcampeón (1): 1996
- Tercero (1): 2000

### Campeonato Mundial
- Campeón (1): 1994
- Tercero (1): 1971

### Juegos Panamericanos
- Campeón (5): 1967, 1971, 1991, 2019, 2023
- Subcampeón (4): 1959, 1963, 1987, 2007
- Tercero (4): 1955, 1983, 2003, 2011

### Campeonato FIBA Américas
- Campeón (6): 1997, 2001, 2003, 2009, 2011, 2023
- Subcampeón (4): 1989, 1993, 1999, 2005
- Tercero (4): 2007, 2013, 2019, 2021

### Campeonato Sudamericano
- Campeón (27): 1954, 1958, 1965, 1967, 1968, 1970, 1972, 1974, 1978, 1981, 1986, 1989, 1991, 1993, 1995, 1997, 1999, 2001, 2003, 2005, 2006, 2008, 2010, 2013, 2014, 2016, 2022
- Subcampeón (7): 1946, 1952, 1960, 1977, 1984, 2018, 2024
- Tercero (2): 1956, 1962

### Juegos Suramericanos
- Campeón (2): 1978, 2010

## Plantillas medallistas en Mundiales y Juegos Olímpicos

### Juegos Olímpicos
- 1996 -  2°

Hortência  Marcari, Maria Angélica Gonçalves da Silva, Adriana Aparecida dos Santos, Leila de Souza Sobral, Maria Paula Gonçalves da Silva, Janeth dos Santos Arcain, Roseli  Gustavo, Marta de Souza Sobral, Sílvia Andrea Santos Luz, Alessandra Santos de Oliveira, Cíntia Silva dos Santos, Cláudia Maria Pastor.Seleccionador: Miguel Ângelo da Luz
- 2000 -  3°

Cláudia Maria das Neves, Helen Cristina Santos Luz, Adriana Aparecida dos Santos, Adriana Moisés Pinto, Lilian Cristina Lopes Gonçalves, Janeth dos Santos Arcain, Ilisaine Karen David, Marta de Souza Sobral, Sílvia Andrea Santos Luz, Alessandra Santos de Oliveira, Cíntia Silva dos Santos, Kelly da Silva Santos. Seleccionador: Antônio Carlos Barbosa

### Campeonato Mundial
- 1971 -  3°

Laís Elena Aranha da Silva, Maria Helena Campos, Odila Camargo, Elza Arnellas Pacheco, Nilsa Monte Garcia, Maria Helena Cardoso, Norma Pinto de Oliveira, Jacy Boemer Guedes de Azevedo, Nadir Bazani, Marlene José Bento, Delcy Ellender Marques, Benedita Anália de Castro. Seleccionador: Waldir Pagan Peres
- 1994 -  1°

Hortência  Marcari, Helen Cristina Santos Luz, Adriana Aparecida dos Santos, Leila de Souza Sobral, Maria Paula Gonçalves da Silva, Janeth dos Santos Arcain, Roseli Gustavo, Simone Pontello, Ruth Roberta de Souza, Alessandra Santos de Oliveira, Cíntia Silva dos Santos, Dalila Bulcão Mello. Seleccionador: Miguel Ângelo da Luz

## Jugadoras destacadas
- Adriana Aparecida dos Santos
- Adriana Moisés Pinto
- Cíntia Silva dos Santos
- Helen Cristina Santos Luz
- Hortência Marcari
- Janeth Arcain
- Leila Sobral
- Maria Paula Gonçalves da Silva
- Marta de Souza Sobral
- Sílvia Andrea Santos Luz